# 鳞碘泡虫
鳞碘泡虫（学名：Myxobolus squamae）为碘泡科碘泡虫属的动物。分布于俄罗斯、印度、德国以及广东、湖北、云南、四川、浙江、黑龙江流域等，营寄生生活，寄生在体表（花斑刺鲃）、鳃、脾、鳃盖、鳔（麦穗鱼）、胆囊（麦穗鱼、刺鳞犁头鳅）、肾（麦穗鱼、半刺厚唇鱼）、肠（麦穗鱼、赤眼鳟）。